# Kiss (groupe américain)
Pour les articles homonymes, voir Kiss.
Kiss est un groupe américain de hard rock, originaire de New York. Il est formé en janvier 1973 par le guitariste Paul Stanley et le bassiste Gene Simmons. Très populaires, notamment grâce à leurs maquillages, leurs costumes extravagants, leurs nombreux effets spéciaux sur scène et la célèbre très grande langue de Gene Simmons, Kiss a vendu plus de 60 millions d'albums aux États-Unis (dont 21 millions ont été certifiés par la RIAA) ; Kiss est un des groupes les plus vendeurs de l'histoire de la musique. Le groupe et ses membres en solo ont récolté 30 disques d'or, 9 disques de platine et 10 disques multi-platine pour les seuls États-Unis,. Kiss est également connu pour ses nombreux produits dérivés qui se vendent en quantité industrielle, si bien qu'en 2006 la « marque » Kiss est évaluée à un milliard de dollars américains. Kiss est ainsi l'un des plus grands groupes de hard rock  et l'un des plus couronnés de succès de l'histoire de la musique. Il est également l'un des groupes précurseurs du glam metal, un genre très populaire durant les années 1980.
Parmi les plus grands succès du groupe, on peut relever les hits I Was Made for Lovin' You, Rock and Roll All Nite, Detroit Rock City, Strutter, Love Gun, Beth, Shout It Out Loud, Lick It Up, ou encore Heaven's on Fire, I Love It Loud.
La formation Paul Stanley (chant et guitare rythmique), Gene Simmons (chant et basse), Ace Frehley (guitare solo et chant), et Peter Criss (batterie, percussions et chant) est la plus identifiable et celle ayant eu le plus de succès. Avec leurs maquillages et leurs costumes, ils prennent un style de personnages de comics : le « démon » (Gene Simmons), le « fils des étoiles » (Paul Stanley), l'« homme de l'espace » (Ace Frehley puis Tommy Thayer) et l'« homme chat » (Peter Criss puis Eric Singer). Ces personnages sont un temps rejoints — ou remplacés — par le « guerrier Ânkh » (Vinnie Vincent) et le « renard » (Eric Carr).
En 1983, Kiss abandonne le maquillage et profite d'un retour au succès commercial qui perdure tout le reste de la décennie. Parce qu'une partie des fans du milieu des années 1990 sont nostalgiques de la première formation de Kiss, dissoute depuis le départ du batteur Peter Criss en 1980 (suivi par le guitariste Ace Frehley en 1982), le groupe annonce une reformation de la formation originale, avec maquillages et costumes d'époque, en 1996. Les tournées suivantes, Alive / Worldwide / Lost Cities / Reunion, font partie des tournées les plus lucratives de 1996 et 1997. Criss et Frehley ont, depuis, quitté à nouveau le groupe et ont été remplacés respectivement par Eric Singer (qui avait déjà joué avec Kiss avant la reformation) et Tommy Thayer. Le groupe continue de jouer avec son maquillage, bien qu'il ne reste que Stanley et Simmons de la première époque « maquillage ». En 2009, Kiss sort son premier album studio depuis onze ans, Sonic Boom. L'album se hisse à la 2e place des ventes de disques aux États-Unis, et à la première place des classements « Rock albums », « Hard rock albums » et « Independent albums », soit le meilleur classement dans toute l'histoire du groupe. En 2012, l'album Monster reçoit d'excellentes critiques et marque le retour de Kiss à une musique qui a fait son succès et sa renommée presque 40 ans plus tôt.
Kiss est nommé par VH1 10e de leur liste des 100 meilleurs artistes de hard rock et 56e de leur liste des 100 meilleurs artistes de tous les temps. Le groupe figure à la 9e place de la liste des meilleurs groupes de metal de MTV. Le groupe figure également à la première place du classement des meilleurs groupes live de Hit Parader ainsi que, respectivement, à la 3e place et à la 9e place du classement des meilleurs groupes live de tous les temps par le webzine Loudwire et par le magazine Classic Rock. En 2006, le groupe est honoré aux VH1 Rock Honors, une cérémonie visant à rendre hommage aux légendes du rock. Kiss jouera quelque chansons avant qu'un supergroupe composé de grands noms du rock joue la chanson God of Thunder pour l'occasion. Le 23 septembre 2009, Kiss est nommé au Rock and Roll Hall of Fame, mais n'y figure finalement pas avant avril 2014,. Le même mois, le groupe recense un total de 150 millions d'albums vendus dans le monde.

## Historique

### Débuts (1971–1975)
Le nom de Kiss est initialement proposé par Stanley, avec Simmons et Criss, durant une promenade autour de New York. Criss rappelle qu'il a joué dans un groupe nommé Lips (Lèvres en anglais), et Stanley dit « Que pensez-vous de Kiss ? ». Le nom de la mère de Gene Simmons, Klein, qui signifie « petit » en allemand, est quelquefois orthographié Kis, en hongrois ; cependant, ceci n'est pas l'origine du nom du groupe. Certaines rumeurs indiquent que le nom « Kiss » serait l'acronyme de Knights In Satan's Service (littéralement, « Chevaliers au service de Satan »), Kinder SS (« Enfant SS »), ou Kids In Satan's Service (« Enfants au service de Satan »). Elles sont réfutées par Simmons lui-même,. Ace Frehley ne pensait pas du tout aux SS nazis en créant le logo mais plutôt à des éclairs, sa première paire de bottes portant ce genre d'éclairs sur le côté.
À la suite de l'échec de leur premier enregistrement (sous le nom de Wicked Lester, album jamais distribué), Paul Stanley et Gene Simmons radicalisent leur approche de la musique et de la scène,,. Rejoints par le batteur Peter Criss et le guitariste Ace Frehley, ils décident d'adopter un look particulièrement théâtral et provocateur, dans la lignée d'Alice Cooper. Ils se démarquent, par ailleurs, avec un maquillage intégral du visage et des costumes excentriques, ce qui les transforme en véritables super-héros du rock : Gene Simmons devient le démon (The Demon), Paul Stanley, l'enfant des étoiles (The Starchild), Ace Frehley, l'homme de l'espace (The Spaceman) et Peter Criss, l'homme-chat (The Catman).

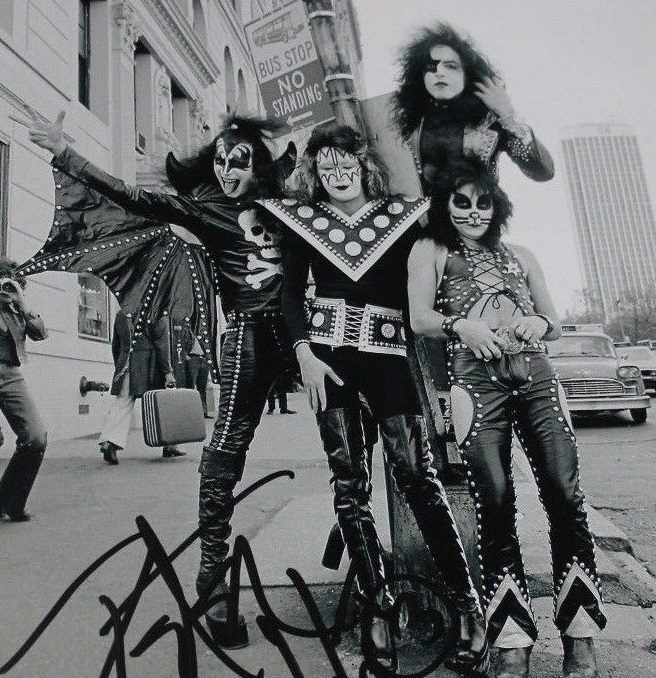
Kiss en 1974.

Les premiers pas sont difficiles. Lors du premier concert du groupe, dans un club du quartier du Queens, à New York, le 30 janvier 1973, seules cinq personnes sont présentes. Déjà, au premier concert, le groupe est maquillé et porte des costumes en cuir noir, achetés dans des boutiques sadomasochistes. Quelques-uns des effets scéniques du groupe apparaissent déjà : Gene Simmons crache sang et feu et Paul Stanley détruit sa guitare à la fin du concert. Entre les clubs qui refusent ces énergumènes peinturlurés et les groupes qui craignent d'avoir de dangereux outsiders en première partie, le quatuor peine à trouver des engagements. Deux rencontres s'avèrent alors capitales. La première est celle de Bill Aucoin, manager avisé qui est certain de tenir la perle rare. La seconde est celle de Neil Bogart, directeur de Casablanca Records à la recherche de stars pour son nouveau label. Aucoin convainc Bogart de signer Kiss sur la seule foi d'une démo prometteuse. Le groupe entre en studio fin 1973 pour enregistrer son premier album. Le 31 décembre 1973, Kiss joue en première partie de Blue Öyster Cult, à l'Academy of Music de New York. Durant ce concert, Gene Simmons met accidentellement le feu à ses cheveux, lors de son traditionnel numéro de démon cracheur de feu. Début 1974, sort le premier album éponyme du groupe. Y figurent, notamment, Strutter, Nothin' to Lose, Cold Gin,  Black Diamond, Firehouse et Deuce. En dépit d'une campagne publicitaire monstre, le disque ne fait qu'une timide entrée dans le Top 100 américain. Le groupe fait sa première apparition à la télévision, plutôt mal accueillie par la presse spécialisée, et joue Black Diamond.
Après une courte série de concerts, Kiss retourne en studio et sort Hotter Than Hell, en novembre 1974. Le ton se durcit (Parasite), devient sombre et presque inquiétant, « à la Black Sabbath » (Watchin' You), mais reste aussi dans le son purement kissien (Hotter Than Hell, Got to Choose, Let Me Go, Rock N' Roll), ce dernier étant classé au Billboard 200. Le groupe quadrille alors tout le continent en proposant un spectacle haut en couleur : en plus des crachats de sang et de feu de Simmons, de la destruction de la guitare de Stanley, le groupe utilise des jets de flammes et de la fumée, des explosions et une pluie de confettis, sans compter Ace Frehley qui enflamme sa guitare après son solo, et Peter Criss qui s'élève dans les airs avec sa batterie. Le groupe commence à se forger une base de fans de plus en plus large.
Le 19 mars 1975, Dressed to Kill (no 37 US) est dans les bacs. Malgré des résultats encourageants et quelques hits mineurs sur les radios de New York et de Détroit (She, C'mon and Love Me, Rock and Roll All Nite), Bogart est au bord de la faillite car les investissements consentis sont très loin d'être compensés. Aucoin décide alors de jouer le tout pour le tout : constatant que, en dépit de la faiblesse des ventes, le groupe parvient à réunir des foules de plus en plus grandes, il organise quelques concerts dans les grandes arènes du pays pour enregistrer un album live. Il va jusqu'à vider son compte personnel pour financer le projet. Pendant l'été, Kiss joue en tête d'affiche devant 12 000 spectateurs au Cobo Hall de Détroit. À la rentrée, Alive! voit le jour. Tout le monde croise les doigts, mais le suspense est de courte durée. Deux semaines après sa sortie (no 9 US), il est disque d'or, puis quadruple platine avec le temps.

### Kissmania (1976–1978)

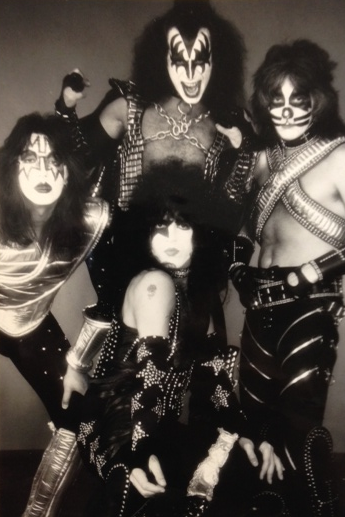
Photo promotionnelle de Kiss durant l'ère Love Gun (1977).

En quelques semaines, Kiss devient un des plus grands groupes de hard rock américain. Les fans forment ce qui devient rapidement la « Kiss Army ». Dans la foulée, la version live de Rock and Roll All Nite entre dans le Top 20 et un merchandising juteux commence à voir le jour. Il est cependant temps de retourner en studio, afin de prouver que le groupe est aussi capable sur scène que sur album. Kiss fait alors appel à un des plus grands producteurs du moment, Bob Ezrin (producteur, entre autres, de Pink Floyd, Lou Reed et Alice Cooper). Les relations avec Ace Frehley deviennent vite orageuses, au point que ce dernier est remplacé sur plusieurs prises. Destroyer (no 11 aux États-Unis) voit le jour en avril 1976 et atteint le statut de triple disque de platine avec les seules pré-commandes. Il s'impose, globalement, comme un grand classique du rock US, grâce à des titres comme Detroit Rock City, Shout it Out Loud, God of Thunder et Beth (la ballade chantée par Peter Criss qui se vend à plus d'un million d'exemplaires). Grâce à cette « sucrerie », le quatuor cesse d'être perçu comme une entité maléfique et voit sa popularité franchir un nouveau seuil.
Après une première tournée en Europe, le groupe balaye une nouvelle fois les États-Unis. La tournée Destroyer, baptisée Spirit of '76, est encore plus spectaculaire : en plus des effets traditionnels, le groupe ajoute des feux d'artifice et des systèmes de son puissant, faisant de Kiss l'un des groupes les plus bruyants de son époque. Le groupe et ses artifices se mettent en œuvre sur une scène apocalyptique, avec un décor médiéval en ruines d'un côté et un monde extra-terrestre de l'autre. En août 1976, le groupe obtient la consécration en jouant en tête d'affiche au Anaheim Stadium de Los Angeles devant 55 000 fans. En septembre, c'est le retour en studio, sous la houlette d'Eddie Kramer (producteur, entre autres, de Jimi Hendrix). Désirant revenir à la rugosité de ses premiers albums, Kiss s'enferme dans un théâtre désaffecté du New Jersey pour les enregistrements afin d'y retrouver le son live du groupe. Comme le dit Eddie Kramer : « Nous avons, là, capturé, sans aucun doute, l'esprit live de Kiss ». Le Nanuet Theatre possède une infinie variété de conditions acoustiques. Le groupe répète et joue les bases dans le salon d'exposition. Un tunnel, sous la scène, est utilisé pour relever les basses. Des micros, tout autour du périmètre de la salle, capturent un son live total. Les guitares acoustiques sont enregistrées dans le guichet de vente des tickets. Ce retour à un rock basique n'empêche pas Rock and Roll Over (no 11 aux États-Unis), sorti en fin d'année, de devenir, à son tour, double platine. Avec cet album, le groupe étale son côté libidineux et machiste : Paul Stanley avec Makin' Love et Take Me, Gene Simmons avec Calling Dr Love, Ladies Room et Love 'Em Leave 'Em.
Le groupe reçoit alors les honneurs d'une bande dessinée à son nom, éditée chez Marvel. Pour en faire la promotion, les musiciens acceptent de donner un peu de leur sang pour l'encre rouge. Ce premier numéro reste la meilleure vente de Marvel pendant dix ans. Kiss s'envole ensuite pour le Japon, lui aussi secoué par une véritable Kissmania. En remplissant quatre fois le Budokan de Tokyo, le groupe bat le record d'affluence des Beatles. L'année suivante, Kiss bat son propre record en le remplissant 5 soirs sold-out. C'est à cette époque que des tensions internes naissent au sein de la formation, Ace Frehley et Peter Criss supportant de plus en plus mal le succès de Kiss. Les deux musiciens connaissent par ailleurs des problèmes de drogue et d'alcool de plus en plus préoccupants. Malgré cela, Kiss est à nouveau au travail, dès les premiers jours de 1977, toujours avec Eddie Kramer. Love Gun (no 4 aux États-Unis) atteint le haut des classements. Le groupe lance, avec cet album, une nouvelle poignée de classiques : Love Gun, Christine Sixteen, Shock Me (avec Ace Frehley au chant pour la première fois) et I Stole Your Love. La nouvelle tournée américaine est la plus spectaculaire que le groupe ait donnée, avec une nouvelle scène encore plus grande, encore plus de feux d'artifice, un dragon cracheur de feu aux côtés de Gene, ainsi que deux plates-formes, de chaque côté de la scène, pour y amener le groupe en début de concert. Les trois concerts du Forum de Los Angeles sont enregistrés en vue d'un nouvel album live. Après la sortie de Alive II (no 7 aux États-Unis) le 14 octobre 1977, il devient évident que seules des vacances prolongées peuvent éviter une séparation définitive.
Cette absence n'empêche pas les caisses du groupe et de son entreprise de produits dérivés, Niocua (Aucoin à l'envers), de se remplir. D'abord, la compilation Double Platinum (no 22 aux États-Unis) occupe le terrain. Ensuite, sans compter une nouvelle bande dessinée Marvel, les objets à l'effigie du groupe (flipper, poupées, tasses, etc.) envahissent le marché. On parle même d'un projet de parc d'attractions. Le 22 juin 1977, un sondage Gallup élit Kiss « groupe numéro 1 en Amérique ». Le groupe gagne à nouveau ce titre en 1978 et en 1979. Le groupe décide de se lancer dans une entreprise inédite : l'enregistrement de l'album solo de chacun des membres du groupe, paraissant tous, de façon simultanée, sous le nom de Kiss. Les quatre disques sortent en 1978 et connaissent des succès divers. La palme revient à celui d'Ace Frehley, qui est à la fois celui dont la conception a été la moins coûteuse et qui reçoit l'accueil le plus favorable,. Il bénéficie même d'un succès radio avec le titre New York Groove. Le guitariste pense alors qu'il peut sans problème se lancer en solo et la paire Simmons/Stanley doit promettre des concessions pour le retenir. Casablanca Records se vante d'un total de cinq millions de pré-commandes pour les quatre disques, mais un bon nombre, surtout pour Criss et Simmons, seront annulées.
Peu après, le quatuor se retrouve pour le tournage d'un téléfilm, Kiss contre les fantômes (Kiss Meets the Phantom of the Park) qui n'ajoute rien à sa gloire. C'est un succès d'audience pour la chaîne NBC, mais un désastre pour l'image du groupe. Kiss commence à songer à son retour sur disque, alors que la vague disco fait fureur, menaçant les plus solides bastions du hard rock. Simmons et Stanley optent finalement pour un compromis et font appel à Vini Poncia, producteur spécialisé dans la disco.

### Grandeur et décadence (1979–1982)

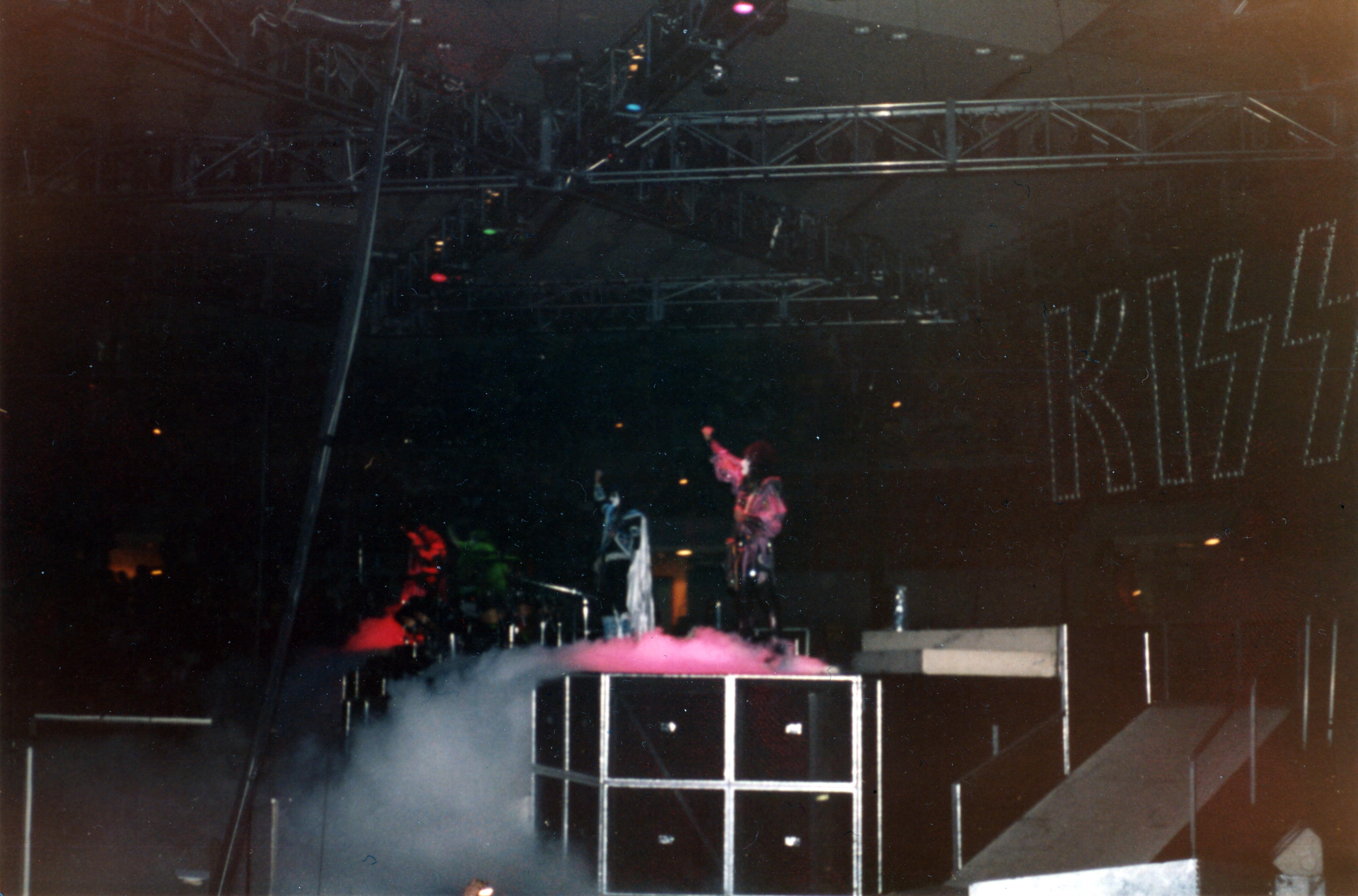
Kiss en 1979.

Dès le début des sessions d'enregistrement, l'état de santé de Peter Criss s'avère très préoccupant. Il est finalement remplacé, sur presque tous les titres, par Anton Fig, un batteur de studio qui a travaillé avec Frehley. Dynasty (no 9 aux États-Unis) sort début 1979 et connaît un succès fulgurant grâce au tube hard/disco I Was Made for Lovin' You, qui explose à l'échelle mondiale. L'album, vendu à plus de 20 millions d'exemplaires dans le monde est un véritable carton : tout semble aller pour le mieux, pourtant le groupe est toujours au bord de l'explosion. La tournée américaine (malgré un show toujours plus impressionnant avec Ace Frehley qui tire des feux d'artifice avec sa guitare et Gene Simmons qui s'envole) ne rencontre pas la même ferveur que la précédente. Alors que les fans les plus durs boudent le virage commercial du quatuor, les salles se remplissent désormais de jeunes enfants accompagnés de leurs parents. Kiss n'a plus rien à voir avec un groupe de rock et la Kissmania semble tourner à l'overdose. Englués dans leurs personnages imaginaires, les musiciens ne contrôlent plus rien. Ne se basant que sur les ventes, ils accordent une nouvelle fois leur confiance à Poncia pour l'album suivant auquel Criss, bien que crédité, ne participe pas.
Paru l'année suivante, Unmasked (no 35 États-Unis) décroche le disque d'or peu après sa sortie. Musicalement noyé par les arrangements de Poncia, le disque est alors la cible de la presse qui peut enfin se venger d'un groupe dont elle annonce prématurément la fin[réf. nécessaire].
Peter Criss est congédié peu après, et remplacé par Eric Carr (de son vrai nom Paul Caravello, au maquillage de renard, à la différence de son prédécesseur qui avait un maquillage de chat) pour la tournée à venir, dont la mise en scène est sensiblement la même que celle de la dernière tournée. Après un unique concert aux États-Unis, Kiss s'envole pour l'Europe où il est accompagné par un groupe britannique alors inconnu mais qui fait sensation, Iron Maiden. Pour la tournée anglaise ce sera le groupe Girl de Phil Collen (Def Leppard). La tournée française passe par Avignon, Lyon et Paris. Le quatuor se rend ensuite en Australie, où les plus grands stades affichent complet en quelques heures. À Sydney, Kiss fait l'un de ses concerts les plus marquants. De retour au bercail, le groupe rappelle Bob Ezrin, en vue du prochain album : un ambitieux concept-album, accompagné d'un film, dans la lignée de The Wall de Pink Floyd, produit par le même Ezrin. Mais les difficultés s'accumulent : Frehley, désireux d'un retour à un rock pur et dur, est dès le départ hostile et rentre à nouveau en conflit avec le producteur ; Eric Carr, pour sa part, déclare, dans une interview publiée après sa mort, qu'il a « tout fait pour dissuader [les autres membres du groupe] de sortir un album concept », leur martelant que les fans veulent un retour au hard rock pur et dur. À la suite de problèmes de script, la réalisation du film est abandonnée et, quelques mois après la sortie de l'album, Neil Bogart, l'autre éminence grise du groupe, décède des suites d'une longue maladie.
Après un séjour prolongé en studio, Music from « The Elder » (no 75 États-Unis) voit le jour en 1981 et est un échec commercial complet. On dénonce son caractère prétentieux et les nouvelles expérimentations qui ont vu Kiss passer de la musique de club aux orchestres à vent et à corde. L'album étant passé totalement inaperçu, il est impossible pour le groupe de partir en tournée, et Kiss rompt avec son manager, Bill Aucoin. Ce serait à la suite d'une violente dispute entre Gene Simmons et Ace Frehley, lors de l'enregistrement de The Elder, que Frehley aurait pris la décision de quitter le groupe. Celui-ci aurait en outre pulvérisé la maquette après avoir constaté que Bob Ezrin, avec qui il ne s'est jamais entendu, avait amputé une majorité de ses parties de guitare.
Il est temps de revenir aux fondamentaux. Le groupe s'enferme en studio pour enregistrer des morceaux plus classiques qui figurent sur une nouvelle compilation sortie l'année suivante, Killers, à la demande de la compagnie de disques. Peu après, Frehley est victime d'un grave accident de voiture et se retrouve immobilisé pendant plusieurs mois. Il en profite, malheureusement, pour ajouter à ses problèmes d'alcool le goût des médicaments. Pour pallier l'absence de son guitariste, Kiss engage plusieurs musiciens de remplacement pour l'album Creatures of the Night (no 45 aux États-Unis), qui marque une nette modernisation et un net retour vers le hard rock, frisant le heavy metal. Des chansons comme Creatures of the Night, I Love It Loud, War Machine et Rock and Roll Hell en témoignent. On sait aujourd'hui que ce nouveau son est en grande partie dû à Vinnie Vincent, guitariste « fantôme » des enregistrements, qui va bientôt éclipser Frehley. Bien qu'il figure sur la pochette, ce dernier annonce, peu avant la tournée, qu'il quitte le groupe.
Aux États-Unis, le virage hard-disco du groupe, en 1979, cause un traumatisme trop fort, ce qui fait que même ce retour vers le hard rock ne permet pas de ramener tous les anciens fans. Kiss joue, donc, dans des salles loin d'être remplies (malgré un show décidément toujours plus fou, où la batterie est disposée sur un char d'assaut qui tire des roquettes durant le concert), mais en Amérique du Sud sa gloire semble intacte, puisqu’au stade Maracanã, à Rio, le groupe réunit 137 000 spectateurs, pour un show unique, puis 30 000 à Belo Horizonte et, ensuite, 65 000 à São Paulo. Kiss est véritablement retourné vers le hard rock de ses débuts. La batterie de Eric Carr et la guitare de Vinnie Vincent y sont pour quelque chose — on notera par ailleurs que, pour le maquillage, Vinnie Vincent optera lui aussi pour un nouveau personnage, le « Guerrier Ankh », au lieu de reprendre celui d'Ace Frehley, « L'Homme de L'Espace ». Paul Stanley n'a plus rien à voir avec celui de la période Unmasked. On ne compte plus ses fuck et fuckin’ lors des concerts, chose totalement impensable un an auparavant. Preuve que l'on tente d'oublier les années disco : à Sao Paulo, au lieu de jouer comme prévu I Was Made for Lovin' You, le groupe joue I Love It Loud une deuxième fois dans le même concert.

### Bas les masques (1983–1988)

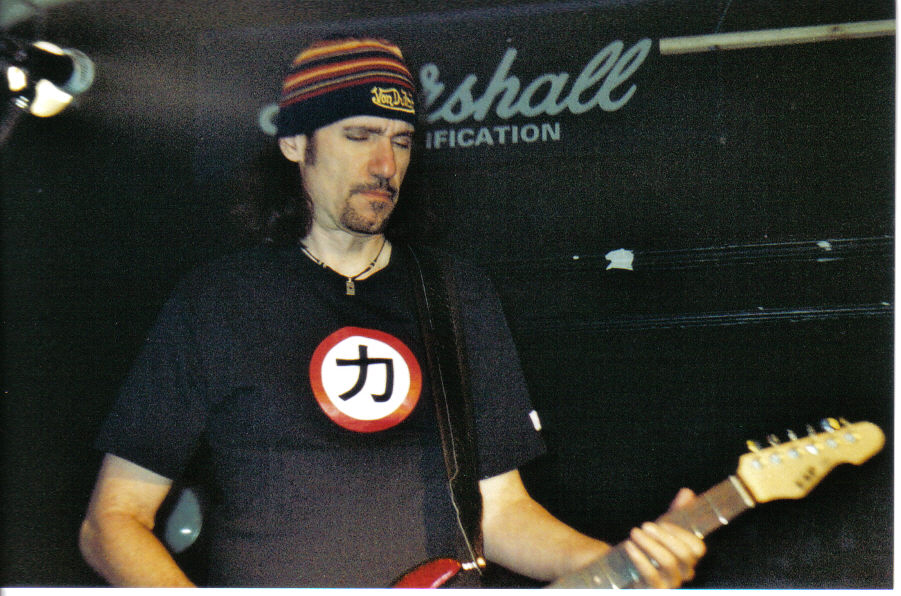
Bruce Kulick, sur scène en 2006, est le principal guitariste de la période sans maquillage de Kiss.

À ce moment, Stanley, Simmons, Carr et Vincent mettent la dernière main à leur nouvel album. Peu avant sa sortie, ils font sensation en apparaissant pour la première fois sans maquillage, dans une émission spéciale, sur MTV. Le fait que Kiss abandonne définitivement son maquillage cause un choc parmi les fans du groupe. Lick It Up (no 24 aux États-Unis) bénéficie de ce gros coup de publicité et devient le premier disque de platine du groupe, depuis Dynasty. La tournée mondiale qui suit fait figure de reconquête malgré son grand succès ; les effets pyrotechniques sont moins nombreux dans la tournée Lick It Up et les décors et effets scéniques sont les mêmes que ceux de la précédente tournée, à l'exception du fait que Gene Simmons ne crache désormais plus de sang. Mais le succès de l'album et de cette tournée permet à Kiss de retrouver le statut qu'il avait acquis dans les années 1970. 

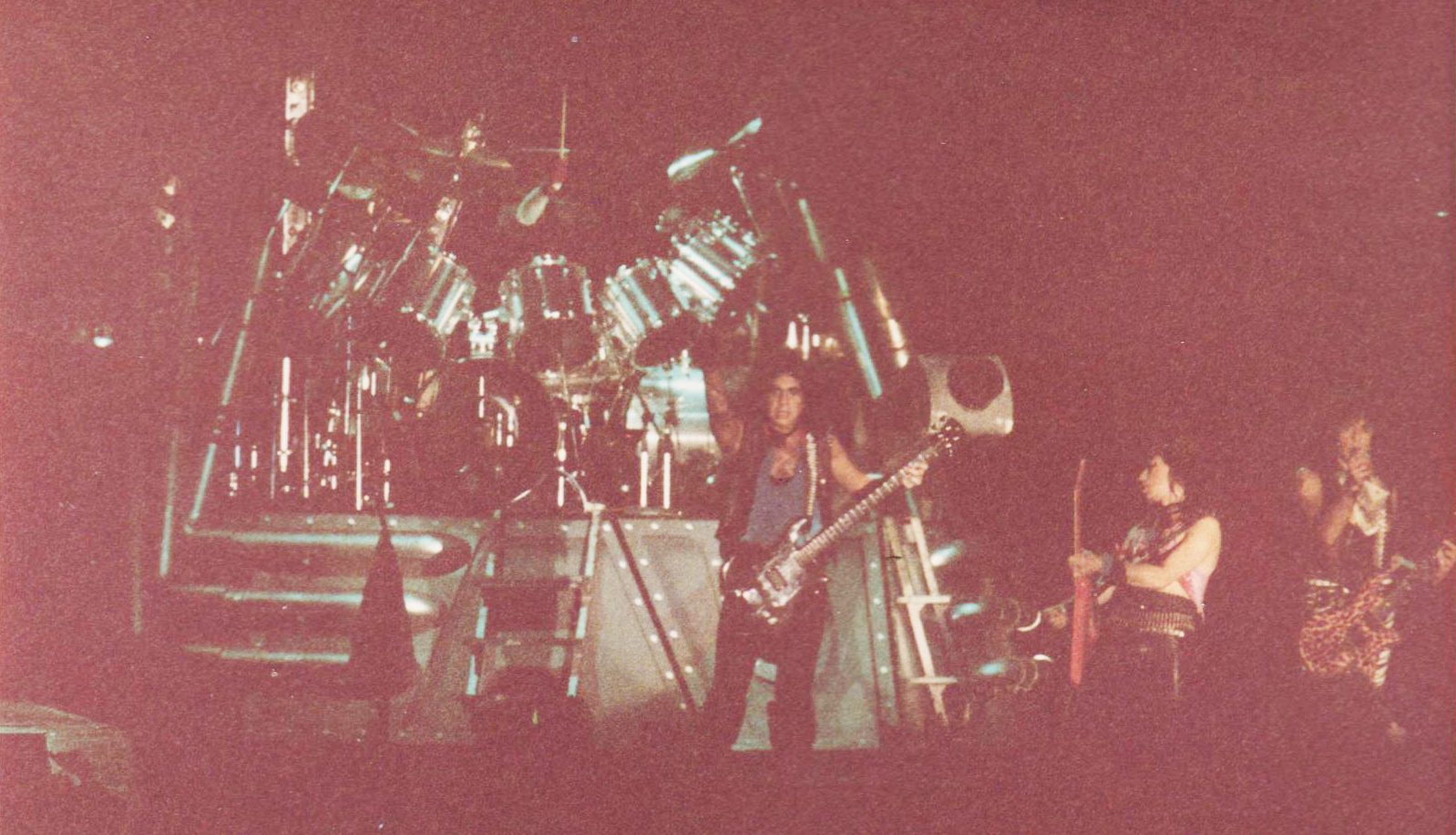
Kiss à l'Espace Balard à Paris en 1983.

La tournée française de fin 1983, passe par Toulouse, Clermont-Ferrand, Paris (émeute à l'entrée, vigiles musclés avec chiens, jets de lacrymogène, énorme show et énorme ambiance dans un chapiteau bondé) et Lille (sur les flyers est indiqué Cambrai mais ce fût bien à Lille). Le retour de Kiss fait même augmenter les ventes des albums précédents, Creatures of the Night entre autres. Pourtant, la sauce ne prend pas entre Vinnie Vincent et les deux meneurs de Kiss qui refusent de le voir trop se mêler de la direction du groupe. Finalement, le guitariste est congédié et est remplacé par Mark St. John. Pendant ce temps, Simmons s'adonne à une vieille passion : le cinéma. Il joue le rôle du méchant, face à Tom Selleck, dans Runaway, un film de science-fiction de Michael Crichton. Il rejoint ensuite Stanley pour les besoins du nouvel album qui, pour la première fois, est intégralement produit par les deux leaders.
Animalize (no 19 aux États-Unis) dépasse les ventes de son prédécesseur, notamment grâce au single Heaven's on Fire, dont le vidéo-clip passe en boucle sur MTV. Animalize marque, pourtant, le début de la décadence discographique du groupe, qui s'entoure de compositeurs extérieurs (Desmond Child) et souffre du manque d'investissement de Gene Simmons (cinéma, production, etc.). Stanley devient, progressivement, la figure de proue de ce Kiss nouveau, grâce à sa plus grande versatilité et à ses compositions taillées pour le rock des années 1980. De plus, l'adoption d'un look glam metal, proche de celui de Mötley Crüe, Ratt ou Dokken, ancre Kiss dans une mode éphémère, dont il avait pourtant été l'un des précurseurs. Pour l'heure, le groupe entame une nouvelle tournée mondiale, mais St John est atteint d'un syndrome paralysant et doit être remplacé en catastrophe par Bruce Kulick, quatrième guitariste du groupe en trois ans. La tournée Animalize est un succès : Kiss remplit à nouveau les stades, avec les effets scéniques traditionnels (explosions, feux d'artifice, plate-forme qui emmène le groupe sur scène, crachat de feu par Simmons, destruction de la guitare de Stanley). Le groupe repasse en Europe, à Paris ce sera au Zénith avec Bon Jovi en première partie. Le concert de Détroit est filmé et commercialisé, sous le titre Kiss Animalize Live and Uncensored.
En 1985, Kiss revient avec Asylum (no 20 aux États-Unis). Le groupe utilise les nouvelles possibilités du clip pour garantir sa présence sur MTV : Uh! All Night et Tears Are Falling envahissent les ondes. La stratégie semble payante puisque, lors de la tournée suivante, la popularité du quatuor atteint de nouveaux sommets et lui permet de renouer avec les shows à grand spectacle, où les pluies de confettis sont de retour et où Gene Simmons tire des feux d'artifice avec sa basse. De plus, Kiss déploie un matériel sonore imposant, avec une puissance de 120 db, notamment avec Eric Carr, qui ajoute à ses solos de batterie des toms électroniques. La demande est telle que le groupe prolonge sa tournée américaine jusqu'à l'été 1986, annulant au passage son apparition au festival Monsters of Rock, en Angleterre. Stanley et Simmons jugent le moment opportun pour frapper un grand coup et talonner les Bon Jovi et autres artistes alors au sommet du Billboard. Ils font donc appel au producteur Ron Nevison pour Crazy Nights (no 18 aux États-Unis), paru en 1987. Si, en Angleterre ou au Japon, le quatuor fait toujours le plein, les États-Unis semblent se lasser de ses anciens super-héros. Kiss fait malgré tout un carton en seconde position des Monsters of Rock de 1988, devant plus de 100 000 spectateurs. Kiss triomphe également, la même année, au Budokan Hall, à Tokyo. Malgré cela, la séparation semble proche. Simmons s'investit de moins en moins ; Stanley entreprend même une tournée des clubs en solo. Avec l'épuisement proche du courant glam, Kiss devient la risée de la nouvelle génération.

### Longue transition (1989–1995)
Le groupe est de retour en studio pour mettre en boîte quelques inédits, pour la nouvelle compilation Smashes, Trashes And Hits (no 22 aux États-Unis et double platine). En 1989, paraît Hot in the Shade (no 29 aux États-Unis) qui, en dépit d'un premier single convaincant (Rise to It), ne provoque que peu d'enthousiasme. Kiss hésite à se risquer dans une nouvelle tournée, jusqu'aux premiers mois de 1990, quand la ballade Forever grimpe jusqu'à la 8e place des classements américains. L'album est relancé par ce succès surprise et ce, sans compter, le vidéo-clip de Hide Your Heart (qui squatte[pas clair] MTV). Le quatuor honore finalement plus de 150 dates pendant l'année. Cette tournée est un grand succès, marquant les esprits avec des explosions, des lasers et une immense statue du Sphinx, sur scène.
Pour la bande originale d'un film, Kiss enregistre la reprise de la chanson God Gave Rock n' Roll to You. Les deux leaders se décident, finalement, à créer un nouvel album et recontactent Bob Ezrin qui accepte, à une condition : se remettre sérieusement au travail. Les grandes manœuvres commencent, mais Eric Carr tombe malade. Le batteur est atteint d'un cancer et décède fin 1991. Après quelque temps d'hésitation, les trois survivants décident de continuer et engagent Eric Singer. Revenge (no 6 aux États-Unis) voit le jour en 1992 et reçoit un accueil digne du travail effectué. Revenge est l'album de Kiss le plus heavy, depuis Creatures of the Night, et montre que Gene Simmons est de retour avec des chansons très heavy, comme Unholy, mais aussi des titres très rock (Domino et Thou Shalt Not). Paul Stanley ne se retire pas pour autant et propose de nouveaux hits, tels que I Just Wanna. La tournée qui suit est spectaculaire : explosions, lasers, strip-teaseuses (lors de Take It Off) et une immense statue de la Liberté, située derrière Eric Singer, sur scène. Lors du concert, sous une multitude d'explosions et d'effets pyrotechniques, le visage de la Statue s'effondre, pour révéler un crâne aux yeux rouges.

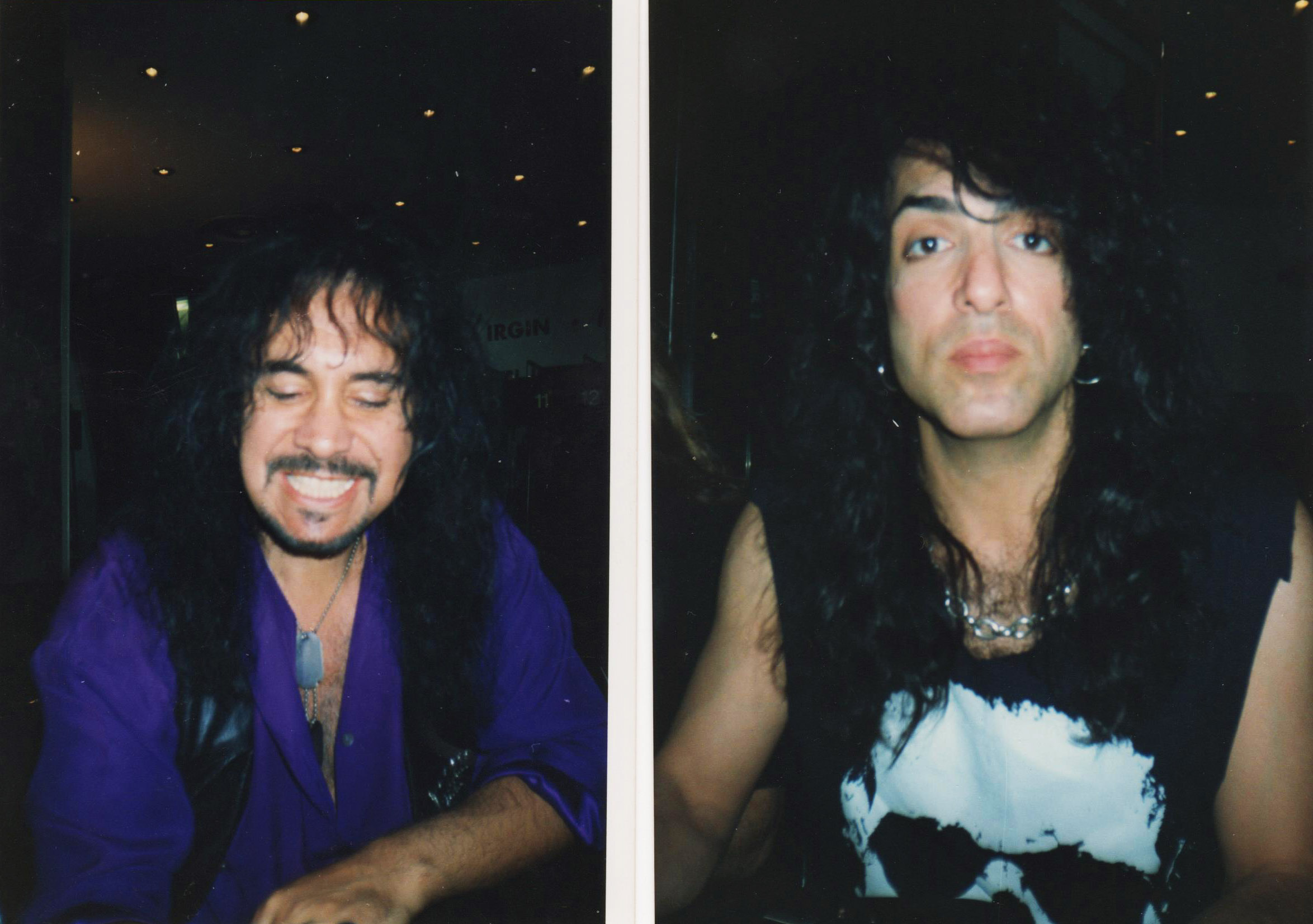
Kiss - Promo Revenge au Virgin, Paris 31 mai 1992.

Malgré tout, la tournée Revenge peine à faire le plein et donne lieu à un Alive III (no 9 aux États-Unis), très critiqué pour ses nombreuses retouches en studio. Kiss retrouve sa crédibilité et mise sérieusement sur sa légende pour en imposer à la jeunesse de cette fin de siècle. Première étape : la réalisation de l'album-hommage Kiss My Ass (no 20 aux États-Unis), sur lequel on retrouve notamment Yoshiki (de X Japan), Lenny Kravitz, Anthrax, ou encore Garth Brooks. Le disque est un des plus grands succès du genre et est l'occasion d'une cohorte de témoignages de fans de longue date, comme Dimebag Darrell (Pantera). La tournée européenne se cantonne à une tournée de 8 dates au Royaume-Uni. En France, le groupe est en promo de Revenge. Le 30 mai 1992, il effectue un passage éclair à la Locomotive et le lendemain, il est en dédicace au Virgin de Paris. Le quatuor se retrouve, peu après, en tête d'affiche de la tournée sud américaine des Monsters of Rock de 1994, puis joue en Australie et au Japon. Parallèlement, le groupe fête ses vingt ans et crée les Kiss Conventions, sorte de musée itinérant, où l'on retrouve une collection de tous les produits dérivés des années 1970 et les instruments des musiciens. On assiste également aux concerts de groupes sosies, maquillés et déguisés comme Kiss, mais aussi à des prestations unplugged du groupe. Malgré un prix d'entrée exorbitant (100 $ de l'époque), la formule cartonne à travers les États-Unis. Point d'orgue : Peter Criss accepte d'apparaître sur scène avec ses anciens collègues, lors d'un des concerts. Une rumeur, selon laquelle Frehley en ferait bientôt de même, commence alors à se répandre dans la presse américaine.
Un fort courant de nostalgie envers l'ancienne formation se développe au même moment, tant de la part des vieux fans que de la nouvelle génération qui rêve de voir en vrai le « Rock n'Roll Circus », dont on persiste à faire la commémoration. Cependant, Stanley et Simmons sont alors en train de parachever un nouvel album studio : Carnival of Souls (toujours avec Kulick et Singer). Les premiers échos des quelques critiques rock à l'avoir entendu sont très favorables, mais sa sortie est mystérieusement repoussée.

### Reunion(1996–2001)

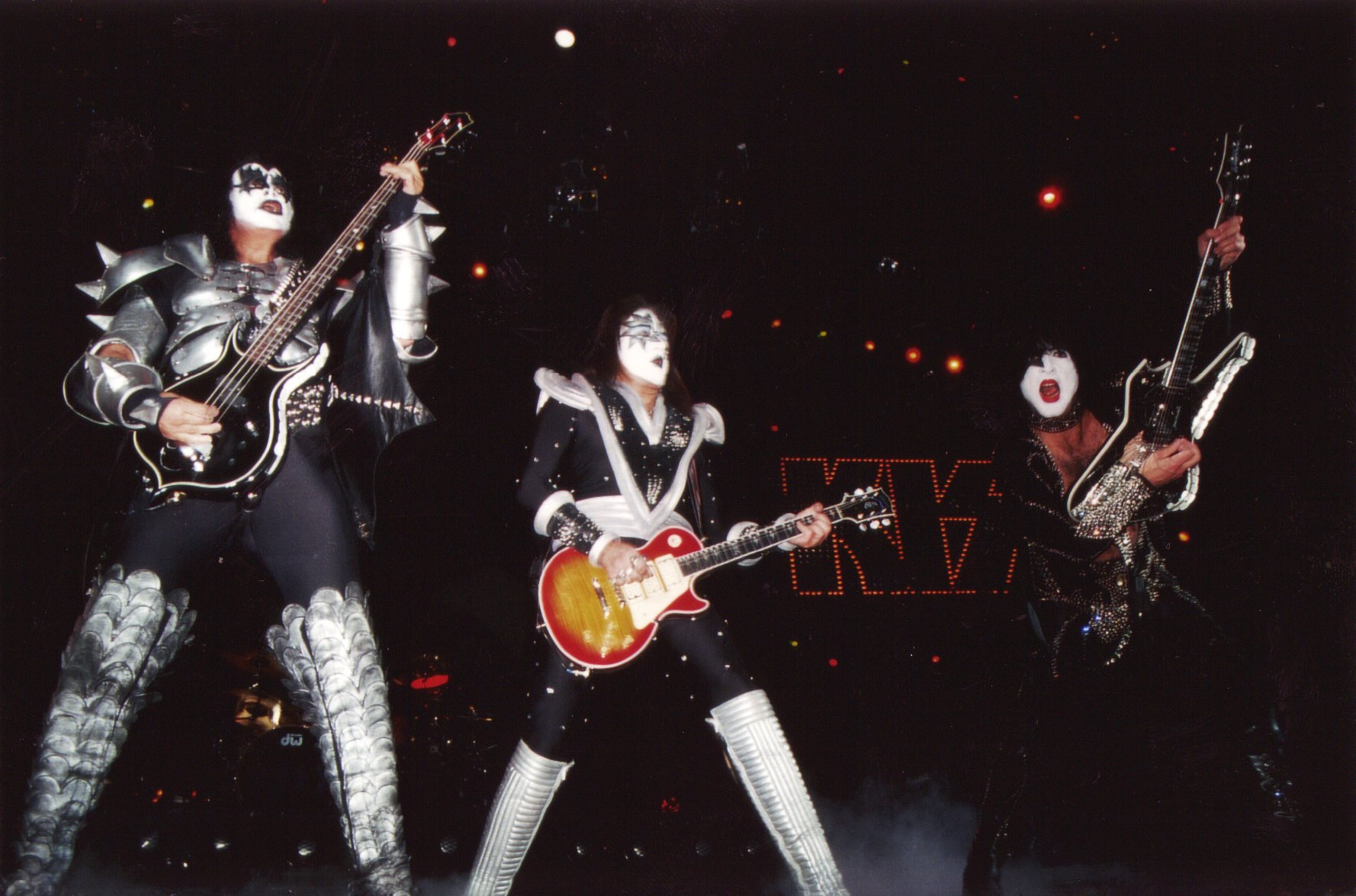
Kiss en concert à Paris, en France, en mars 1999. De gauche à droite : Gene Simmons, Ace Frehley, Paul Stanley.

En 1995, Kiss annonce qu'il va se plier au rituel du MTV Unplugged. Rien d'illogique à cela, vu l'enthousiasme suscité par les récents concerts acoustiques du quatuor, lors des conventions. Frehley et Criss sont conviés, pour les derniers morceaux, lors de retrouvailles qui sentent la mise en scène. MTV Unplugged (no 15 aux États-Unis) sort au début de l'été. Il ne provoque pas de véritable raz-de-marée, tout le monde étant déjà tourné vers la suite, l'annonce hypothétique de la reformation originale, avec maquillages et costumes d'époque. Officiellement, Kiss s'apprête toujours à sortir son nouvel album studio et la paire Stanley/Simmons profite de l'intérêt médiatique pour promouvoir un luxueux ouvrage sur le groupe, Kisstory, de plus de 400 pages, réservé aux fans les plus fortunés. Le suspense prend fin lors d'une conférence de presse pour laquelle Kiss réserve un porte-avions de l’US Navy, l'USS Intrepid. Stanley, Simmons, Frehley et Criss apparaissent maquillés, dans les costumes de la tournée de 1977, et annoncent une gigantesque tournée américaine, pour marquer la réunion des membres originaux, et qui doit dépasser en spectacle tout ce qui a déjà été fait. Tous les billets de ce Reunion Tour partent en quelques jours (27 minutes pour les 47 000 places du premier soir au Tiger Stadium de Detroit). On parle d'un cachet de plusieurs millions de dollars pour chaque musicien.[réf. nécessaire]
En quelques mois, la tournée devient la plus lucrative de l'année (150 000 000 $ de profit) et ne tarde pas à se transformer en tournée mondiale. Tous les effets de scène des années 1970, sans exception, sont repris. Kulick jette l'éponge et annonce qu'il ne compte pas attendre un éventuel retour de ses deux ex-patrons. Cette reformation, qui devait d'abord n'être que provisoire, semble finalement définitive. Kiss joue avec costumes, maquillages et effets de scène spectaculaires, aux MTV Video Music Awards, à New York, en 1996. Carnival of Souls: The Final Sessions (no 27 aux États-Unis) sort finalement en 1997, en tant qu'album semi officiel, dans le simple but de rentabiliser les frais de l'enregistrement. À la fin de la tournée, le Kiss original retourne en studio, pour la première fois depuis 1979. Psycho Circus (no 3 aux États-Unis), auquel Criss et Frehley ont très peu participé, paraît en 1998, mais il semble que la musique ne soit plus la préoccupation principale. Kiss est redevenu une formidable machine à capter les dollars via un marchandisage intensif. La tournée a beaucoup de succès, le concert reprend les mêmes effets que la tournée de réunion, en y ajoutant un artifice de taille : un écran géant qui projette des images en 3D, ce qui nécessite, évidemment, des lunettes 3D.
À partir de 2000, Kiss présente la tournée Farewell Tour (« Tournée d'Adieu »), qui propose un show toujours plus grandiose et un système d'éclairage jamais vu. La tournée, dont le premier concert a lieu le 11 mars 2000, à Phoenix, est extraordinairement lucrative, Kiss concluant même les J.O. de 2002 et le Super Bowl de la même année. Les tensions entre les membres du groupe finissent, néanmoins, par éclater au grand jour : Peter Criss quitte le groupe en janvier 2001, pour protester contre le montant de sa rémunération, qui aurait été inférieur à celui d'Ace Frehley. Il est remplacé par Eric Singer, qui a déjà occupé ce poste entre 1991 et 1996. Singer porte le maquillage et le costume de Criss, ce qui suscite une vive polémique parmi les fans. Les relations se tendent à l'extrême entre Gene Simmons et Ace Frehley, à tel point que leurs querelles s'invitent jusque sur scène : lors de la troisième représentation donnée à Melbourne, Simmons, agacé de voir Frehley prendre des initiatives lors d'une séquence d'improvisation, dit au micro, désignant le guitariste de la main : « qu'est ce que le groupe d'Ace Frehley veut jouer ensuite ?! ». Ce dernier enchaîne alors avec le riff de la chanson Rocket Ride, que Simmons s'avère être incapable de jouer, en lançant un regard narquois en direction du bassiste. À la fin de la tournée, Frehley fini par quitter le groupe à son tour. Le guitariste déclare lors de la reformation du groupe originel, qu'il « ne se verrait pas plus de 4 ou 5 ans sur cet événement ». Frehley a compris que la tournée Farewell marquerait l'arrêt définitif du groupe, ou du moins la séparation définitive de ses membres d'origine. Logiquement, il déclare donc vouloir mettre un terme à sa collaboration avec le groupe, à l'issue des dates initialement prévues. Mais Gene Simmons et Paul Stanley entendent prolonger l'événement, vu le côté extrêmement lucratif de toute la tournée. Ils projettent donc de nouvelles dates, contre l'avis de Frehley. Gene Simmons déclare alors : « on ne va pas attendre éternellement qu'Ace se décide. S'il ne vient pas, le train partira sans lui ». Le poste de guitariste soliste est, dès lors, occupé par Tommy Thayer, le manager de Kiss, qui a déjà travaillé avec le groupe sur les albums Hot In The Shade et Psycho Circus. Thayer porte le costume et le maquillage du « Spaceman », dessiné par Ace Frehley, alimentant la polémique.

### Post-Reunion(2001–2008)

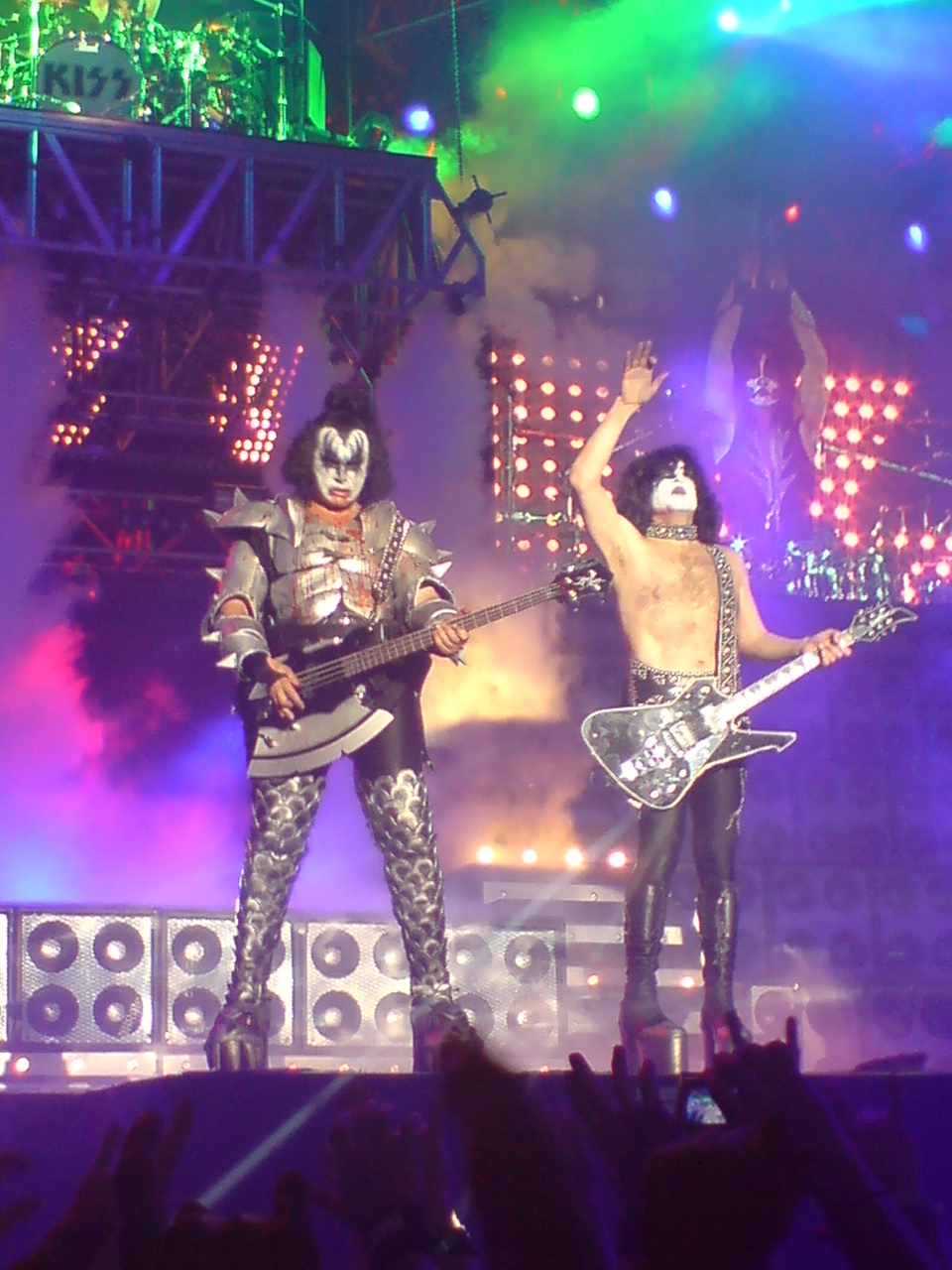
Gene Simmons, Paul Stanley et Eric Singer, à Stockholm, 2008.

Peter Criss réintègre le groupe fin 2002, pour honorer la fin de son contrat. En 2003, Kiss effectue une tournée commune avec Aerosmith, puis enregistre son quatrième album live, Kiss Symphony: Alive IV, et il est, cette fois, accompagné par l'orchestre symphonique de Melbourne. La tournée est un succès, mais les rancœurs rejaillissent vite et, en 2004, Paul Stanley et Gene Simmons décident de ne pas renouveler le contrat de Peter Criss qui se retrouve, de fait, exclu du groupe. À compter de 2004, Peter Criss est définitivement remplacé par Eric Singer et Kiss débute une nouvelle tournée mondiale, Rock the Nation Tour, et filme l'un des concerts pour sortir Rock the Nation Live!, en 2005.
En 2006 et 2007, Kiss ne fait pas de véritable tournée, se contentant de donner quelques concerts aux États-Unis, ou au Japon, où le groupe est en tête d'affiche du Udo Music Festival, en 2006. La même année, le groupe est introduit aux VH1 Rock Honors, en même temps que Judas Priest, Queen et Def Leppard. Pour rendre hommage à Kiss, un supergroupe est formé avec Ace Frehley (guitare), Rob Zombie (chant), Tommy Lee (Mötley Crüe, batterie), Slash (Guns N' Roses, Velvet Revolver, guitare), Scott Ian (Anthrax, basse) et Gilby Clarke (ex-Guns N' Roses, guitare). Ce supergroupe joue God of Thunder, puis Kiss monte sur scène avec maquillages, costumes et feux d'artifice, pour jouer Detroit Rock City, Deuce et Love Gun. À la fin du gala, le public en redemandant, Kiss joue Makin' Love, comme unique rappel (ce qui est surprenant puisque c'est habituellement Rock And Roll All Nite). En juillet 2007, Kiss prévoit de donner quatre concerts aux États-Unis et un en Colombie-Britannique (Canada). Cependant, juste avant le quatrième concert américain, à San Jacinto (Californie), le 27 juillet 2007, Paul Stanley est dans l'impossibilité de monter sur scène, son cœur battant à 200 pulsations par minute, à cause d'une déshydratation sévère. Néanmoins, pour ne pas décevoir les fans, Kiss se produit en trio pour la deuxième fois de son histoire. Les chansons de Paul Stanley sont supprimées de la setlist, Gene Simmons chantant ses 12 chansons et communiquant avec le public en tant que frontman, pour la première fois (rôle qui est depuis toujours dévolu à Paul Stanley), et Eric Singer chantant ses deux titres.
En janvier et février 2008, Kiss annonce Alive 35, une tournée mondiale destinée à célébrer les 35 ans du groupe. En mars, Kiss donne des concerts en Australie et en Nouvelle-Zélande, concluant notamment le Grand Prix d'Australie de Formule 1, devant 65 000 personnes. Puis, en mai et juin, Kiss revient en Europe, pour la première fois depuis neuf ans. En plus de succès immenses en Italie, en Suède, en Allemagne, en France, en Belgique et dans la plupart des autres pays d'Europe, Kiss fait un triomphe, en jouant pour la première fois en Russie, en Bulgarie, en Estonie et au Luxembourg, et vole la vedette lors du Download Festival, en Angleterre. Kiss joue, sous une multitude d'explosions et de feux d'artifice, une grande partie de l'album Alive!, suivi de six rappels. La partie européenne de la tournée Alive 35 apporte au groupe près de 35 000 000 $ américains et se classe comme la tournée européenne la plus lucrative de son histoire. Durant le mois d'août 2008, Kiss donne également quatre concerts aux États-Unis,. Kiss poursuit la tournée Alive 35 en avril 2009, avec une série de concerts à guichets fermés dans les stades d'Amérique du Sud. Le groupe profite de ses pauses entre les concerts et de ses jours de congés pour composer de nouvelles chansons, en vue de leur premier album studio depuis 1998.
La tournée Alive 35 se poursuit au Canada, en juillet 2009 où Kiss bat des records d'affluence aux festivals d'Ottawa (60 000 personnes), et de Sarnia (41 000 personnes) et joue à guichet fermé devant 9 000 personnes à Windsor, 15 000 à Montréal, et 92 000 à Québec[réf. nécessaire]. Les 25 et 26 septembre, le groupe donne le coup d'envoi d'une tournée nord-américaine, en jouant à guichet fermés au Cobo Hall de Détroit. Kiss est le dernier groupe à jouer au légendaire Cobo Hall, car le bâtiment est détruit quelques jours après. La tournée continue avec des concerts au Canada et aux États-Unis, et se termine le 16 décembre 2009[réf. nécessaire].

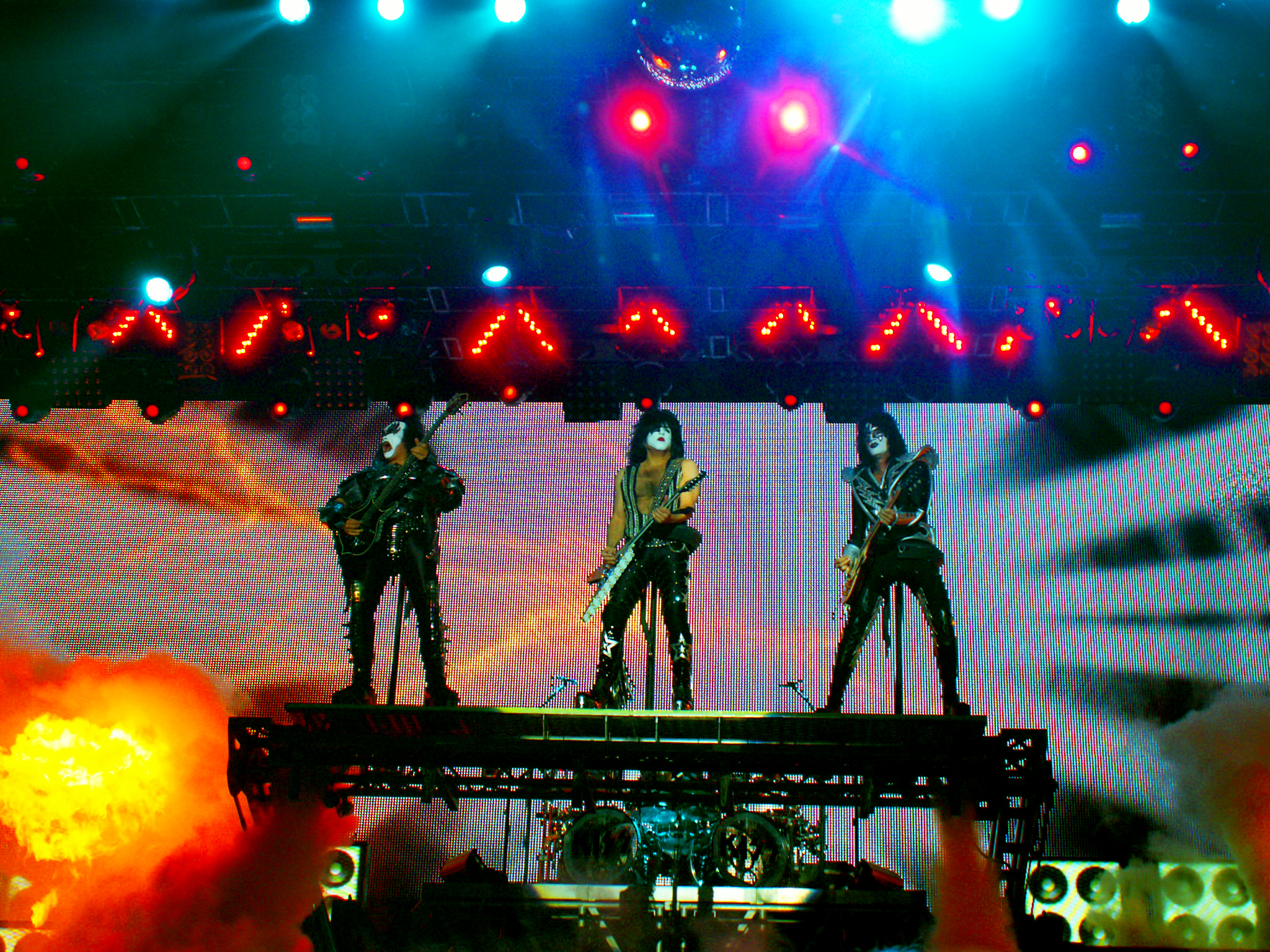
Kiss au Hellfest 2010.

### Sonic Boom,Monsteret40eanniversaire(2009-2015)
Au printemps 2009, le groupe décide de se lancer dans l'enregistrement d'un nouvel album, le premier en onze ans depuis Psycho Circus, en 1998. le site Hits Daily Double, prévoit avant sa sortie, un chiffre de vente entre 150 000 et 170 000 exemplaires pour les États-Unis. Le 6 octobre 2009, sort Sonic Boom, se hisse à la 2e position des classements américains, et fait également une excellente performance dans les palmarès du monde entier. La majeure partie de la presse spécialisée s'entende pour applaudir l'album. Ce dernier se veut un retour au son original du groupe des années 1970, selon les membres du groupe, mais les critiques parlent plutôt d'une espèce de mélange du son de toutes les époques de Kiss. Lors d'un entretien avec Billboard, Gene Simmons annonce une tournée promotionnelle dont la première partie sera diffusée en direct à la télévision. Le groupe Kiss effectue une tournée européenne en mai et juin 2010, Sonic Boom over Europe: From the Beginning to the Boom, et joue en France le dimanche 20 juin 2010, au Hellfest de Clisson.

Le 21 août 2011, Kiss annonce le titre de son 20e album, pour les 40 ans du groupe, Monster, avec une tournée pour 2012-2013 et il est disponible pour les fêtes. Le 11 novembre 2011, le bassiste Gene Simmons annonce que Kiss sort, au printemps 2012, une édition « Deluxe » de l'album sorti en 1976, Destroyer. Il comprend la couverture originale, des titres jamais dévoilés composés de 1975 à 1976 et des démos, telles que Detroit Rock City et 
God of Thunder. En juin 2013, Kiss est à nouveau au Hellfest, en clôture de la tournée européenne Monster. Le single sort en juillet et s'intitule Hell or Hallelujah.

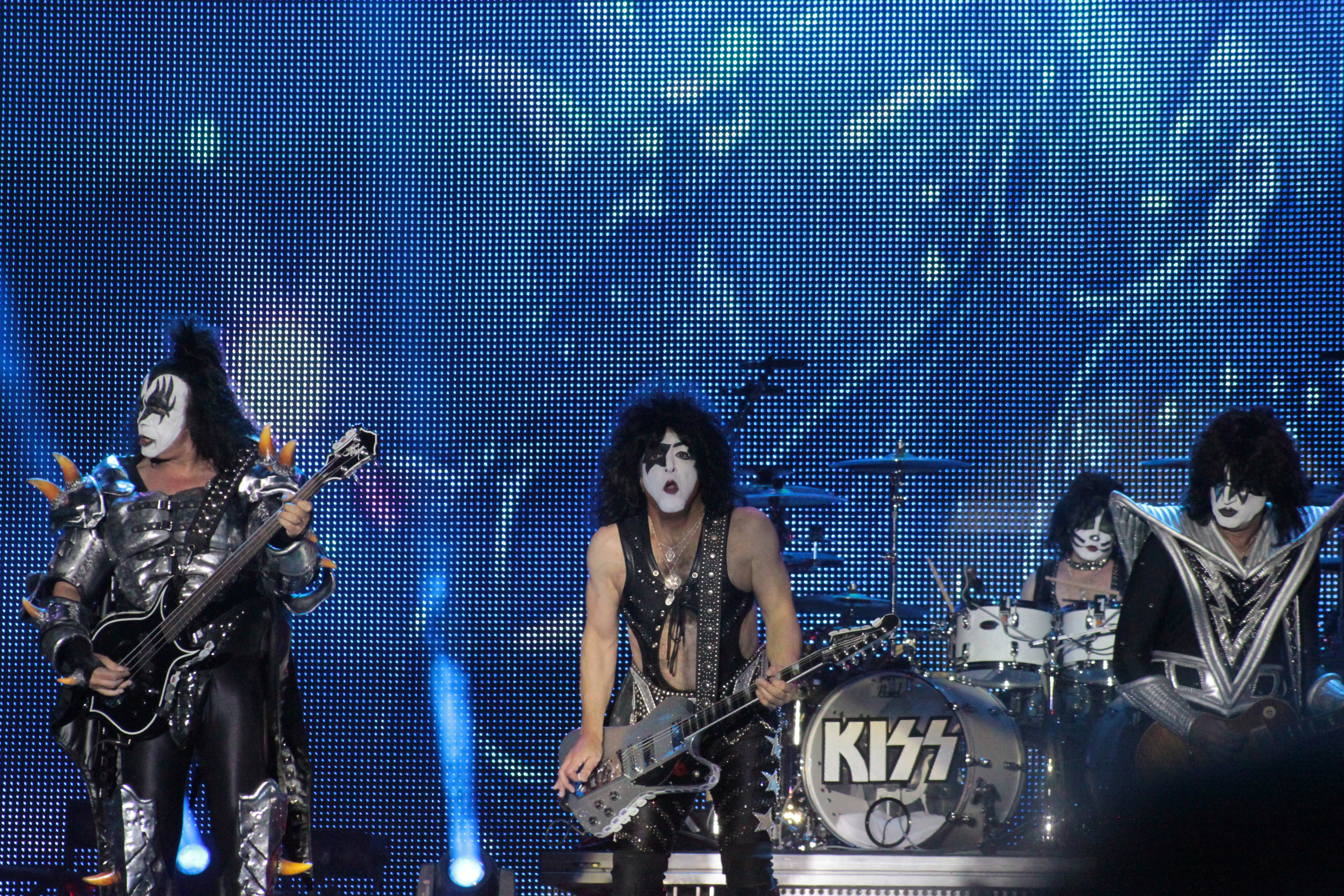
Fin de tournée Monster, au Hellfest 2013.

La formation originale du groupe (Simmons, Frehley, Stanley et Criss) accepte de faire son apparition au Rock and Roll Hall of Fame le 10 avril 2014.
En novembre 2014 le groupe s'associe avec le groupe d'idoles japonaises Momoiro Clover Z pour enregistrer un single dont le titre est en japonais Yume no Ukiyo ni Saite Mina (夢の浮世に咲いてみな) et qui sort le 28 janvier 2015 en deux éditions au Japon ainsi que sous format numérique sur iTunes Store dans plus de 120 pays.
En 2015 le groupe parcourt le monde entier pour fêter les un peu plus de 40 ans de carrière et jouent à guichets fermés devant des millions de fans venus les applaudir dans de nombreux pays répartis sur trois continents (Europe, Océanie et Amérique du Sud et du Nord).
Un film directement sorti en vidéo, Scooby-Doo : Rencontre avec Kiss, est sorti en 2015.

### Dernière tournée du groupe (depuis 2018)
En septembre 2018, Gene Simmons annonce que le groupe effectuera son ultime tournée, nommée End Of The Road, qui aura lieu dans les quatre coins du monde. Elle débute en janvier 2019 et doit durer environ trois ans,,.

En octobre 2018, le groupe retrouve ses anciens guitaristes Ace Frehley et Bruce Kulick à l'édition 2018 de Kiss Kruise. Ils ont interprété en acoustique les chansons 2,000 Man, New York Groove (celle-ci interprétée par Frehley sur son album solo de 1978), Nothin' to Lose et Rock and Roll All Nite. C'est la première fois que Frehley et le groupe se produisent ensemble depuis les cérémonies de clôture des Jeux olympiques d'hiver de 2002 et que Kulick se produit avec le groupe en direct depuis son départ en 1996.

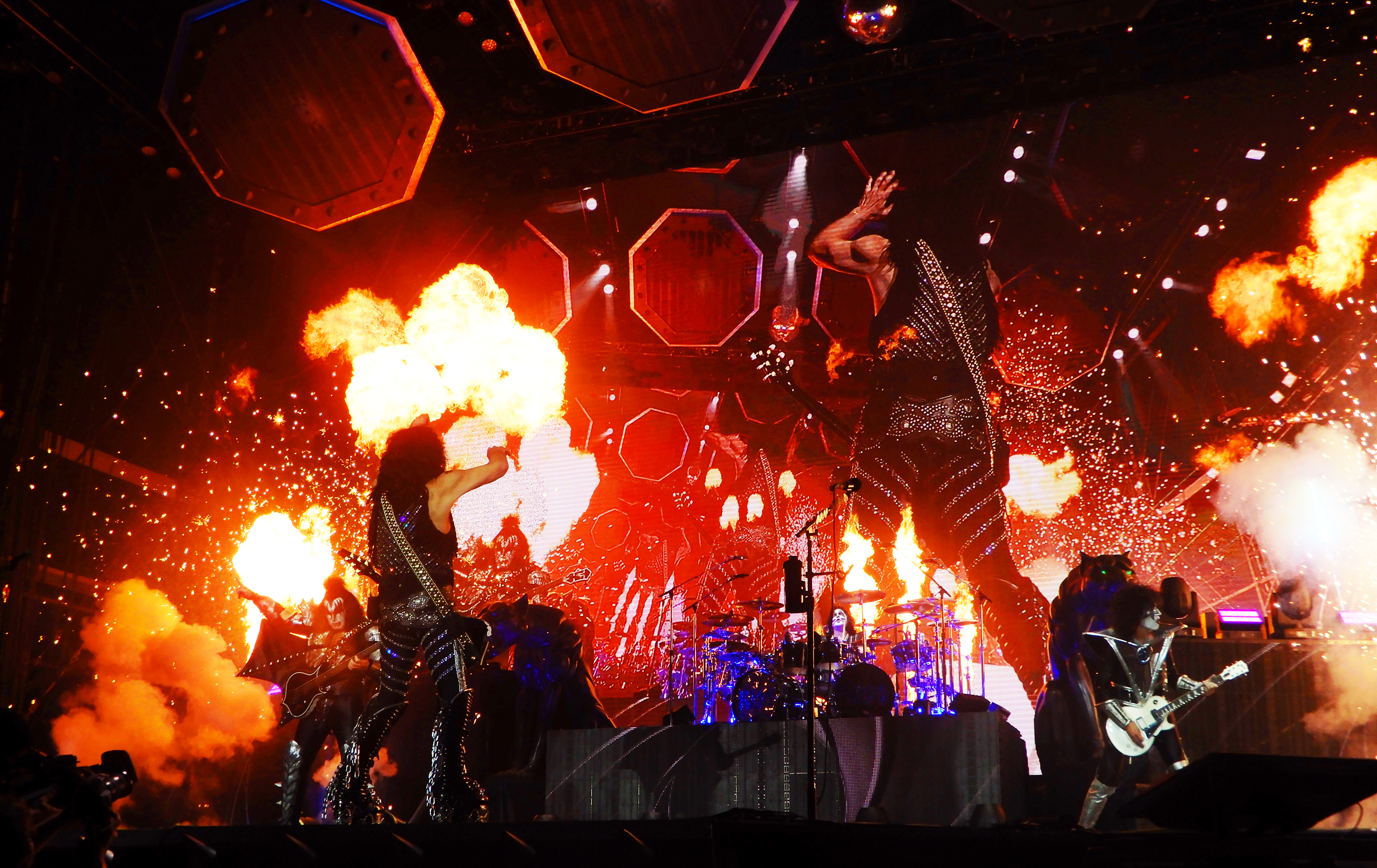
Au Hellfest 2023

Le groupe s'est notamment illustré au Hellfest de Clisson, où il a assuré la tête d'affiche le samedi 22 juin 2019.
En novembre 2019, Kiss avait annoncé que le spectacle final de la tournée aura lieu le 17 juillet 2021 à New York où le groupe s'était formé il y a une cinquantaine d'années. Interrogé sur les plans après la tournée lors d'une période de questions et réponses, Tommy Thayer a commenté que : « Je ne sais pas vraiment. Nous avons encore un an et demi pour cette tournée. [...] Cette tournée a commencé il y a environ un an, et il nous reste environ un an et demi. [...] Donc, je ne sais pas vraiment quels sont mes plans après cela. Mais Kiss ne va pas disparaître non plus, le groupe ne fera plus de tournée, mais la musique, les identités, les personnages, la marque et la marchandise continueront. Je pense que Kiss continuera d'une manière ou d'une autre... »
Le 9 février 2020, le quatuor est apparu en tant qu'invité spécial à l'émission America's Got Talent, avec une représentation télévisée de leur classique Rock and Roll All Nite. Le 4 mars 2020, lors d'un spectacle au Staples Center de Los Angeles, le groupe consacrera la chanson Do You Love Me à Kobe Bryant et aux victimes d'un crash d'hélicoptère survenu en janvier précédent. 
Leur ultime concert a eu lieu au Madison Square Garden de New York le samedi 2 décembre 2023. Le 3 décembre 2023, ils annoncent leur volonté d'être représentés par des avatars numériques lors de leurs prochains concerts. 

## Influences
Les membres de Kiss se disent influencés, musicalement parlant, par bon nombre d'artistes et de groupes mythiques, comme Alice Cooper,, Black Sabbath, Jimi Hendrix, The Beatles, les New York Dolls,, les Rolling Stones, Chuck Berry, entre autres.
Eux-mêmes, devenus mythiques, ont influencé, d'une manière ou d'une autre, beaucoup de groupes dans les milieux du hard rock, du metal et du rock alternatif, comme Alice in Chains, Anthrax, Bon Jovi, Crooked X, Deathstars, Dokken, Entombed, Foo Fighters, Garth Brooks, Ghost, Gwar, Lenny Kravitz, Lordi, Marilyn Manson, Megadeth, Metallica, Mercyful Fate, Misfits, Mötley Crüe, Nine Inch Nails, Nirvana, Pantera, Pearl Jam, Rage Against the Machine, Rob Zombie, Skid Row, Slipknot, Soundgarden, Stone Sour ou encore Tool.
Dans son clip Fan, Pascal Obispo se déguise en plusieurs artistes, dont, entre autres, Gene Simmons. Aussi, Lady Gaga s'est réclamée de l'influence du groupe.

## Effets visuels et scènes
Le groupe Kiss joue sur le maquillage pour se faire reconnaître.

Starchild - Paul Stanley.
The Demon - Gene Simmons.
The Spaceman - Ace Frehley et Tommy Thayer.
The Catman - Peter Criss et Eric Singer.
The Wizard - Vinnie Vincent.
The Fox - Eric Carr.

Les concerts de Kiss donnent lieu à une multitude d'effets scéniques, principalement des effets pyrotechniques.

## Membres

### Membres actuels
- Paul Stanley : guitare rythmique, chant (depuis 1973)
- Gene Simmons : basse, chant (depuis 1973)
- Eric Singer : batterie, percussions, chœurs, chant (1991–1996, 2001−2002, depuis 2004)
- Tommy Thayer : guitare solo, chœurs, chant (depuis 2002)

### Anciens membres
- Ace Frehley : guitare solo, chœurs, chant (1973–1982, 1996–2002)
- Peter Criss : batterie, chœurs, chant (1973–1980, 1996–2001, 2002–2004)
- Eric Carr (†) : batterie, chœurs, chant (1980–1991), mort le 24 novembre 1991
- Vinnie Vincent –:guitare solo, chœurs (1982–1984)
- Mark St. John (†) : guitare solo, chœurs (1984), mort le 5 avril 2007
- Bruce Kulick : guitare solo, chant (1984–1996)

### Chronologie
Paul Stanley est celui qui s'adresse au public, mais il n'y a pas à proprement parler de chanteur principal dans Kiss. Stanley et Simmons ont chanté à peu près le même nombre de chansons dans l'histoire du groupe, et les autres membres du groupe se sont aussi essayés au chant, à un moment ou à un autre, en particulier Ace Frehley et Peter Criss, sur les neuf premiers albums.

## Discographie
- 1974 : Kiss
- 1974 : Hotter Than Hell
- 1975 : Dressed to Kill
- 1976 : Destroyer
- 1976 : Rock and Roll Over
- 1977 : Love Gun
- 1979 : Dynasty
- 1980 : Unmasked
- 1981 : Music from « The Elder »
- 1982 : Creatures of the Night
- 1983 : Lick It Up
- 1984 : Animalize
- 1985 : Asylum
- 1987 : Crazy Nights
- 1989 : Hot in the Shade
- 1992 : Revenge
- 1997 : Carnival of Souls: The Final Sessions
- 1998 : Psycho Circus
- 2009 : Sonic Boom
- 2012 : Monster

## Filmographie
- En 1978, le groupe tourne Kiss contre les fantômes (Kiss Meets the Phantom of the Park), film plutôt destiné aux enfants. Le succès est très relatif. Le film est tourné dans le parc Magic Mountain, en Californie ;
- En 1984, Gene Simmons tourne un film fantastique : Runaway : L'Évadé du futur, réalisé par Michael Crichton, d'après son roman, et dans lequel il joue l'antagoniste, face à Tom Selleck ;

- En 1987, il figure également à l'affiche du film policier de Gary Sherman Mort ou vif, avec Rutger Hauer. Il tourne dans le film d'action Stargrove et Danja, et fait une apparition dans l'épisode de la saison 2 de Deux flics à Miami intitulé The Prodigal Son ;
- En 1999, le groupe apparaît  dans le film Detroit Rock City réalise par Adam Rifkin. Le film raconte l’histoire de 4 jeunes cherchant désespérément des tickets pour aller voir un concert de Kiss. Outre la participation des membres du groupe on retiendra la participation de Shannon Tweed qui est la femme de Gene Simmons.
- En 2016, deux membres du groupe jouent dans le film The Boyfriend : Pourquoi lui ?.
- En 2021, D.J. Viola réalise le documentaire Biography : KISStory qui retrace lescinquante ans de carrière du groupe avec des interviews de Paul Stanley et Gene Simmons, Dave Grohl, Tom Morello, le manager Doc McGhee, le producteur Bob Ezrin[71]...
- En 2021, Netflix prépare un biopic sur KISS. Intitulé Shout It Out Loud, le film réalisé par Joachim Rønning reviendra sur la formation du groupe. Les membres fondateurs, Gene Simmons et Paul Stanley, coopèrent étroitement à la production du film [72].

### DVD
- 1987 : Exposed, DVD mélangeant interviews, clips et extraits de concerts.
- 1992-1993 : Konfidential & X-treme Close Up est un DVD édition spéciale regroupant : X-treme Close Up, un documentaire sur l'histoire du groupe du commencement jusqu'au début des années 1990 avec interviews, clips et extraits de concerts ; et Konfidential, une vidéo contenant 13 morceaux live, backstage et interviews durant la tournée de l'album Revenge
- 2003 : Kiss Symphony
- 2004 : Rock The Nation Live!
- Kissology, série de DVD qui résume toute l'histoire de Kiss ;
  - Le premier volume est sorti en octobre 2006 aux États-Unis, et en mai 2009 en France et couvre la période 1973-1977 : ce coffret contient deux DVD + un DVD bonus, un livret de 20 pages et certaines versions contiennent une réplique du passe backstage du Kiss Spring Tour '75. Il existe trois versions de ce coffret, chacune contenant un DVD bonus différent ;
  - Le second volume est sorti en août 2007 aux États-Unis, en août 2009 en France, et couvre la période 1978-1991 : ce coffret contient trois DVD + un DVD bonus, un livret de vingt pages et certaines versions contiennent un ticket de Kiss and The Phantom of The Park. Il existe trois versions de ce coffret, chacune contenant un DVD bonus différent ;
  - Le troisième volume est sorti en décembre 2007 aux États-Unis, sort en 2010 en France, et couvre la période 1992-2000 : ce coffret contient quatre DVD + un DVD bonus, un livret de vingt pages. Il existe quatre versions de ce coffret, chacune contenant un DVD bonus différent. La quatrième version ne devrait pas être disponible en France puisqu'il s'agissait d'une version disponible uniquement en pré-commande entre le 7 et le 8 décembre 2007 aux États-Unis.

## Produits dérivés

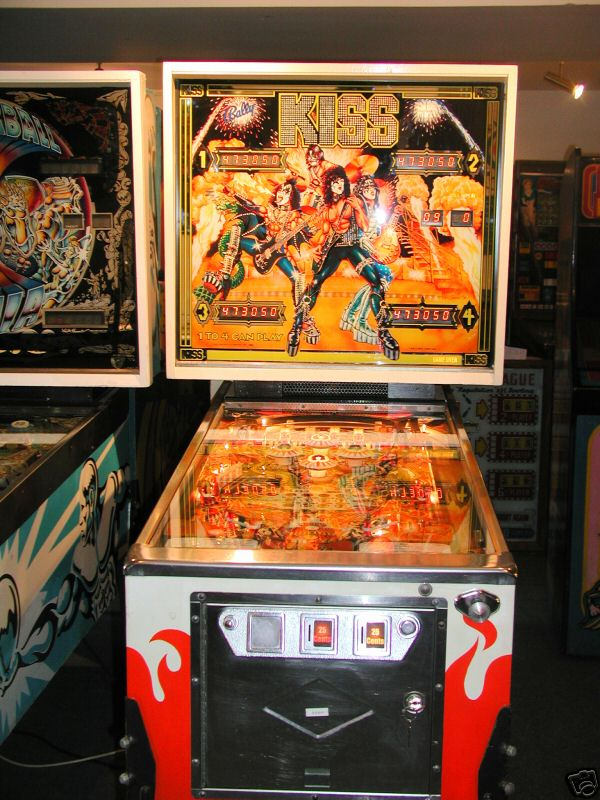
Flipper Kiss.

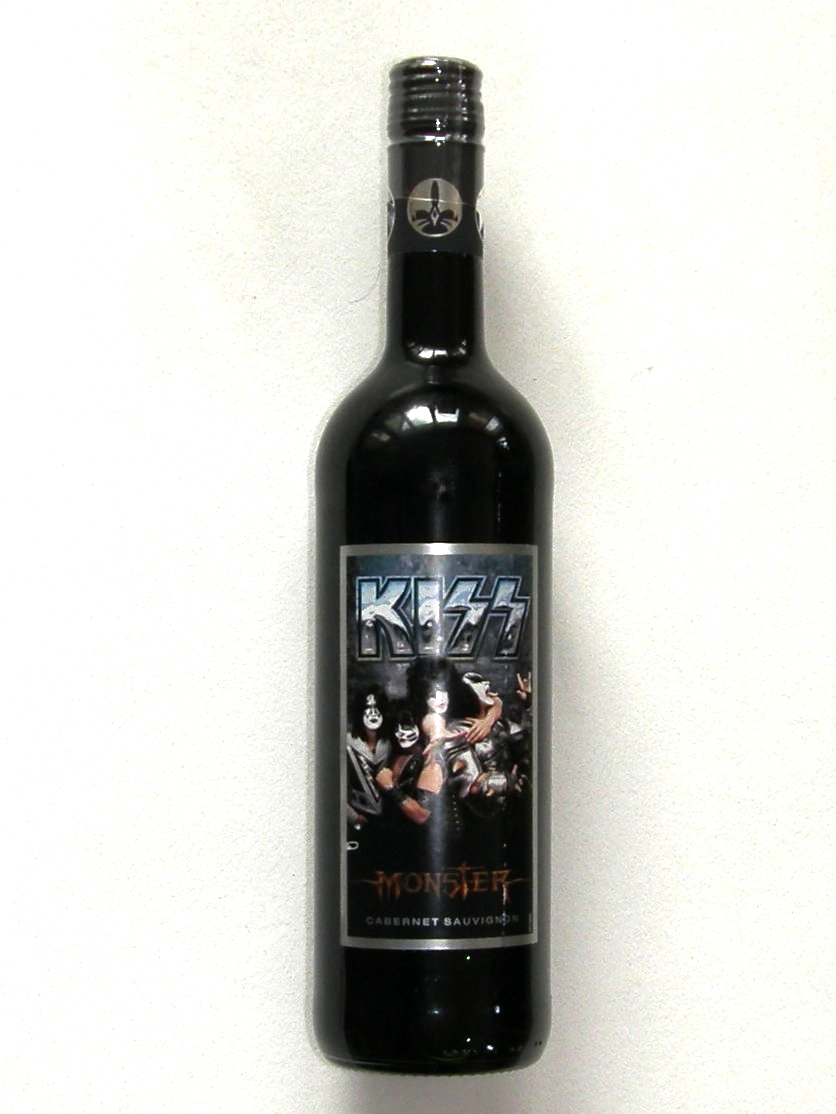
Cuvée Kiss.

Les membres du groupe Kiss sont connus pour leurs maquillages, leurs costumes et les concerts spectaculaires avec explosions, flammes, feux d'artifice, etc. Mais le groupe est également connu pour ses produits dérivés qui envahissent le monde en quantité industrielle. Les produits dérivés du groupe incluent notamment figurines, bandes-dessinées, DVD, cassettes, jeux de société, jeux de cartes et jeux vidéo. Selon Sandra O'Loughlin, rédactrice d'un article du magazine BrandWeek, « Kiss a licencé 2 000 produits dérivés en son nom, de la boîte à lunch et la bande dessinée aux cartes de crédit et aux préservatifs, devenant une marque évaluée à un milliard de dollars. » C'est principalement Gene Simmons qui organise la création et la mise en marché des produits dérivés de Kiss. Comme il le dit dans son autobiographie, Sex, Money and Kiss : « Je trouve ça plaisant de voir mon visage sur des boîtes à lunch. C'est amusant. Je fais ça pour moi-même. Vous n'êtes pas obligé de l'acheter. »
En 1978, la compagnie de figurines de super-héros Mego commence à commercialiser des figurines des quatre membres d'origine du groupe. La firme japonaise Medicom met en vente des figurines Kubrick et Bearbrick, à l'image des membres originaux de la formation. PPW Toys crée un Collector Set de quatre figurines de la marque M. Potato Head, représentant l'ensemble des membres de Kiss. La société japonaise Medicom ajoute à sa gamme de figurine de 33 cm (échelle 1/6), appelée RAH (Real Action Hero), des versions de Starchild (Paul Stanley) et The Demon (Gene Simmons), portant les costumes apparaissant sur la pochette de l'album Destroyer de 1976. En 1977, Marvel Comics créé une bande-dessinée mettant en vedette les membres de Kiss comme super-héros. Elle est, pendant près de 10, ans la meilleure vente de bande-dessinée de Marvel. Afin de faire la promotion du lancement de la série, les membres de Kiss mélangent un peu de leur sang à l'encre rouge utilisée par l'imprimeur ; en 1979 est sorti une seconde bande-dessinée du groupe. Depuis 1997 trois nouvelles séries de bande-dessinées de Kiss sont sorties.
Du côté jeux de société et cartes à jouer, en 1978 sort le jeu de société Kiss on Tour. En 1978, la compagnie Donruss commercialise des cartes de collection et d'échange de Kiss. En 2003, c'est une variation Kiss du célèbre Monopoly, Kiss-opoly. En 2006 apparaît un jeu de carte appelé Got To Choose. Du côté jeux vidéo, Kiss: Psycho Circus : The Nightmare Child sort en 2000, et Kiss Pinball, en 2001.
De 2001 à 2006, Kiss commercialise un cercueil à son image ; avant son décès, le virtuose et guitariste du célèbre groupe Pantera Dimebag Darrell demande à être enterré dans un cercueil Kiss. En 2002, Kiss commence à commercialiser sa propre marque de préservatifs, sous différentes variétés : Love Gun Protection, Tongue Lubricated, et Studded Paul. En février 2006, Kiss annonce le lancement d'une série de produits de beauté et de soins pour le corps appelée Kiss Him/Kiss Her, comprenant savons, parfums, déodorants, etc. : Kiss Him est destiné aux hommes et Kiss Her, aux femmes. En 2012, la banque propose offre une carte de crédit, la Kiss Platinum VISA Card.

## Apparitions et hommages
- Dans le film Les Grands Frères (2008), Danny, Wheeler, Augie et Ronnie se déguisent pour ressembler à Kiss[82] ;
- Le manga Detroit Metal City fait référence à la chanson Detroit Rock City du groupe[83] ;